# Sobek
Sobek este fiul zeiței apelor Neith, statutul său de zeu al apei și al inundației au făcut să fie venerat în toată delta Nilului, la Fayum și, mai ales, la Kom Ombo (unde era sanctuarul principal), unde o avea ca soție pe Hathor.
Fiind stăpânul apelor, zeul care irigă câmpurile, este asociat și fertilității.
Sobek era localizat în Kom Ombo și Shedyet (mai târziu numit Crocodilopolis) în regiunea Fayum. Templele conțineau bazine cu crocodili și multe mumii ale acestora. Regii i-au luat numele, iar mai târziu a devenit Sobek-Ra. A fost asociat de greci zeului Helios.
Într-una dintre legendele egiptene, se spune că după ce maleficul Seth l-a ciopârțit pe fratele său, Osiris, și i-a aruncat rămășițele în Nil, Sobek a fost cel care i-a devorat falusul lui Osiris, din neatenție, confundându-l cu un pește. De aceea în unele legende se spune că Sobek a fost un aliat al lui Seth. După această întâmplare, Isis l-a pedepsit pe Sobek, tâiându-i limba.